# U-Bahnhof Kleinreuth bei Schweinau
Der U-Bahnhof Kleinreuth bei Schweinau (Kurzbezeichnung des Betreibers: KR) ist ein im Rohbau befindlicher Bahnhof der Nürnberger U-Bahn, der nach einem Probebetrieb voraussichtlich 2027 seinen Betrieb aufnehmen wird. Er ist 1003 m vom U-Bahnhof Großreuth bei Schweinau sowie 1125 m vom U-Bahnhof Gebersdorf entfernt. Die Bahnhöfe Kleinreuth und Gebersdorf werden voraussichtlich als 50. und 51.  Bahnhöfe der U-Bahn Nürnberg in Betrieb gehen.

## Lage
Der Bahnhof liegt im gleichnamigen Nürnberger Stadtteil Kleinreuth bei Schweinau und erstreckt sich unterirdisch in West-Ost-Ausrichtung unter der im Bau befindlichen neuen Rothenburger Straße – im Zuge der Bauarbeiten für die Verlängerung der U3 soll die Rothenburger Straße in diesem Raum auf eine neue Trasse verlegt werden.
Das Bauwerk befindet sich in einfacher Tiefenlage (ohne Verteilergeschoss) unter der Erdoberfläche. An beiden Bahnsteigenden befinden sich Fahr- und Festtreppen sowie mittig eine Aufzugsanlage, die eine direkte Verbindung zur Oberfläche darstellen.
Oberhalb des U-Bahnhofs ist unter dem Namen Tiefes Feld die Errichtung eines neuen Stadtteils für etwa 4000 Personen geplant.

## Architektur
Die Gestaltung des U-Bahnhofs wurde vom Architekturbüro Grabow + Zech Architekten übernommen. Astronomie bildet das Hauptthema der Station, weshalb ein Aufgang mit einem Porträt des Astronomen und Mediziners Nikolaus Kopernikus in Fotobeton ausgestattet wurde. Unterschiedliche Farb- und Liniengrafiken, sogenannten Fraunhoferlinien, ermöglichen es zudem, je nach Zusammensetzung des Lichts, Eigenschaften von Sternen abzulesen.